# 真夜中のサイクリング
「真夜中のサイクリング」（まよなかのサイクリング）は、岡村靖幸の21枚目のシングル。2000年4月19日にEpic Recordsから発売された。

## 概要
「セックス」から5ヶ月振りのシングルの初回盤は紙ジャケット仕様。C/Wにカバーを初めて収録。

## 収録曲
全編曲：岡村靖幸
1. 真夜中のサイクリング （7：08）
  - 作詞・作曲：岡村靖幸
2. なごり雪（4：44）
  - 作詞・作曲：伊勢正三
3. 真夜中のサイクリング（Instrumental）（7：08）

## 収録アルバム
| 曲名                                 | 収録アルバム         | 備考 |
| ------------------------------------ | -------------------- | ---- |
| 真夜中のサイクリング                 | 『OH! ベスト』       |      |
| なごり雪                             | 『岡村ちゃん大百科』 |      |
| 真夜中のサイクリング（Instrumental） | （アルバム未収録）   |      |